# Oldenburger
Der Oldenburger ist eine deutsche Warmblutrasse. Namensgebend ist das Hauptzuchtgebiet Oldenburg in Norddeutschland mit einem der größten deutschen Pferdezuchtverbände. Hier wurde nachweislich bereits seit dem Anfang des 17. Jahrhunderts die Zucht der so genannten „Alt-Oldenburger“ betrieben. Heute ist der Oldenburger ein bekannter Sportpferdtyp mit großen internationalen Erfolgen.
Die Zucht des Oldenburger Springpferdes erfolgt getrennt von der Zucht des Oldenburger Pferdes.
Hintergrundinformationen zur Pferdebewertung und -zucht finden sich unter: Exterieur, Interieur und Pferdezucht.

## Exterieur
Der moderne Oldenburger entspricht in seinem Erscheinungsbild dem kräftigen Sportpferdetyp. Er weist ein korrektes Fundament und kräftige, trockene Gliedmaßen auf.
Die Oldenburger sind langbeinige großrahmige Pferde. Die Beine sind starkknochig. Der Schweif ist hoch angesetzt.
Der Rumpf ist breit und gut bemuskelt und weist einen stark ausgebildeten Rücken und einen ausgeprägten Widerrist auf. Die Kruppe ist gut bemuskelt und wenig abfallend. Moderne Oldenburger weisen lange und steile Schulterpartien und einen kräftigen langen Hals auf. Der Kopf ist mittelgroß und weist ein gerades Profil auf. Der früher für Oldenburger typische Ramskopf ist heute bei dem modernen Sportpferdetyp durch entsprechende Einzüchtung weitestgehend verschwunden.

## Interieur
Der Oldenburger ist ein gutmütiges Pferd mit einem ausgezeichnet starken Charakter. Er ist mutig und vernünftig. Alle seine drei Gangarten sind leicht, raumgreifend und taktmäßig. Er ist außerdem ein ausgezeichnetes Springpferd und Dressurpferd.

## Zuchtgeschichte

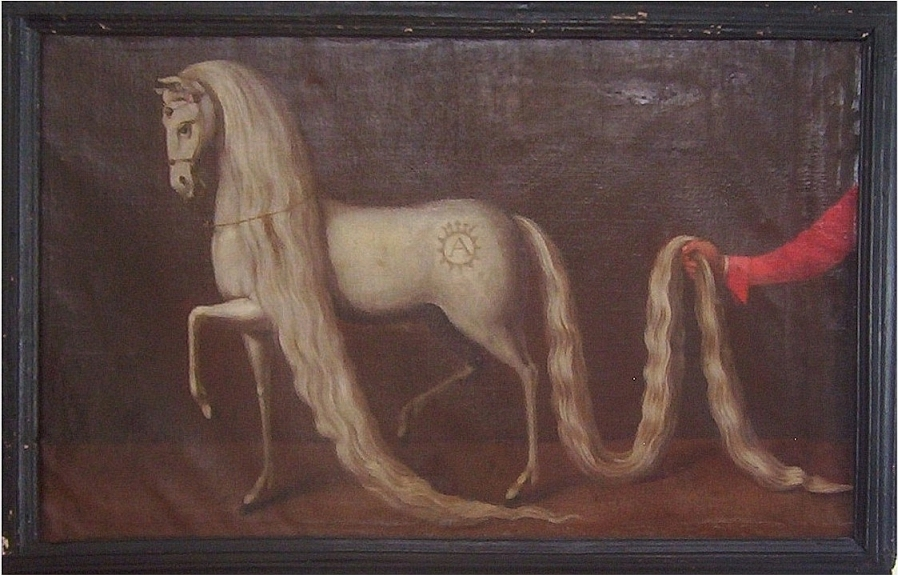
Kranich war das Lieblingspferd Graf Anton Günthers

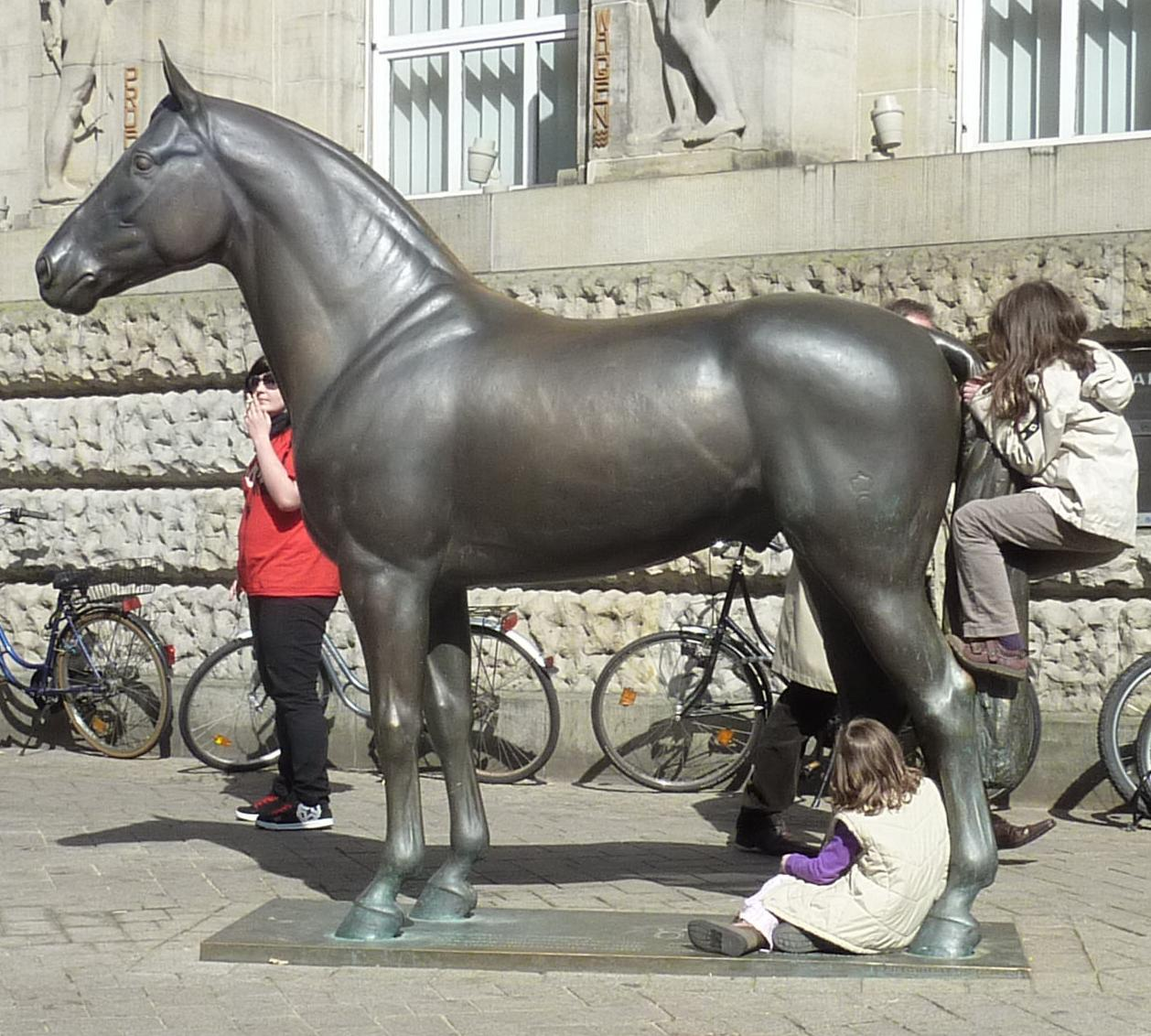
Statue des Oldenburger Dressurpferdes Donnerhall in der Oldenburger Innenstadt

Einen Höhepunkt erreichte die Oldenburger Pferdezucht unter Graf Anton Günther (1583–1667). Der Oldenburger wurde im 17. Jahrhundert aus kräftigen Zug- und Arbeitspferden als kräftiges und elegantes Kutschpferd entwickelt. Im Jahr 1923 gründete sich der Verband der Züchter des Oldenburger Pferdes e. V., der aus zwei bisherigen Pferdezuchtverbänden entstand.
Durch Kreuzung mit Vollblütern, Hannoveranern und Holsteinern hat sich die Rasse seit den 1950er-Jahren zu einem edlen Sportpferdtyp mit internationalen Erfolgen weiterentwickelt.
Im Jahr 2001 trennte sich ein eigenständiger Springpferdezuchtverband vom Oldenburger Verband ab. Dieser firmiert unter dem Namen Springpferdezuchtverband Oldenburg-International e. V. und züchtet mit eigenem Zuchtbuch die Rasse Internationale Oldenburger Springpferde. Beide Verbände kooperieren jedoch miteinander und betreiben unter anderem eine gemeinsame Internetpräsenz. Im Dezember 2011 wurde von beiden Verbänden der gemeinsame Dachverband Oldenburger Pferdezuchtverband e. V. gegründet.
Zur Unterscheidung der Rassen wird für die Springpferdezucht die Abkürzung OS und für die Zucht des Verbandes der Züchter des Oldenburger Pferdes die Abkürzung OL verwandt.
2016 belegte der Verband der Züchter des Oldenburger Pferdes e. V. den 3. Platz im weltweiten Stutbuch-Ranking für Dressurpferde der WBFSH.

## Vertreter im internationalen Reitsport
- Bonfire – Vier olympische Medaillen (u. a. Goldene Medaille in der Einzelwertung) unter Anky van Grunsven (Niederlande) in Sydney, 2000
- Donnerhall – zweimaliger Mannschaftsweltmeister (Dressur) unter Karin Rehbein, bekannter Oldenburger Deckhengst
- Fabiola – unter Hannelore Brenner 3× Deutscher Meister und 3× WM-Silber bei den Paralympischen Spielen
- Relevant – 2002 WM-Mannschaftssilber, 2003 EM-Einzelsilber, 2004 Mannschaftsbronze Dressur bei den Olympischen Spielen in Athen unter Lisa Wilcox
- Renoir-Unicef – unter Ann Kathrin Linsenhoff viele Erst- und Zweitplatzierungen im Grand Prix, Grand Prix Special, Grand Prix Kür und Nationenpreis Aachen
- Sandro Boy – Weltcupfinalsieger 2006 mit Marcus Ehning
- Weihaiwej – Einzel- und Mannschaftsweltmeister im Springen unter Franke Sloothaak, 1984
- Weihegold (* 2005), Oldenburger Rappstute, v. Don Schufro a.d. Weihevoll v. Sandro Hit[6], 2016, Rio de Janeiro: mit Isabell Werth Silbermedaille in der Einzelwertung und Goldmedaille mit der Mannschaft
- Sergeant Pepper[7]